# وكالة تطبيق القانون

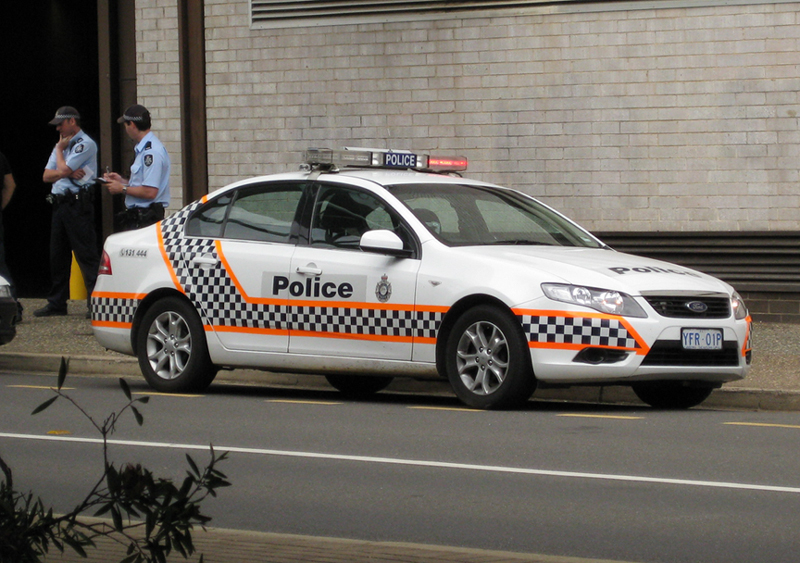
سيارة شرطة تابعة لوكالة تطبيق القانون.

وكالة تطبيق القانون (بالإنجليزية:Law enforcement agency)، في أمريكا الشمالية الإنجليزية، هي وكالة حكومية مسؤولة عن تنفيذ القوانين.
خارج أمريكا الشمالية، عادة ما تسمى هذه المنظمات بخدمات الشرطة. في أمريكا الشمالية، تسمى بعض هذه الخدمات بالشرطة، وتعرف أحياناً باسم مكاتب الشريف أو مكاتب الإدارات، في حين أن خدمات شرطة التحقيق في الولايات المتحدة غالبا ما تسمى مكاتب، منها على سبيل المثال مكتب التحقيقات الفيدرالي.